# Divisione Nazionale 1931 (hockey su pista)
La Divisione Nazionale 1931 è stata la 10ª edizione del torneo di primo livello del campionato italiano di hockey su pista.
Lo scudetto è stato conquistato dal Novara per la seconda volta nella sua storia.

## Stagione

### Avvenimenti
Il Novara risultò essere l'unica squadra iscritta al campionato e, come già successo per la Triestina nel 1927 e nel 1928, la Federazione proclamò il club piemontese campione d'Italia d'ufficio.

## Squadre partecipanti
| Club   | Stagione | Città  |
| ------ | -------- | ------ |
| Novara | dettagli | Novara |

## Verdetti
| Verdetto               | Club               |
| ---------------------- | ------------------ |
| Campione d'Italia 1931 | Novara (2º titolo) |

### Squadra campione
| N° | Naz.              | Ruolo | Sportivo             |  |  |  |
| -- | ----------------- | ----- | -------------------- |  |  |  |
|    | Italia (bandiera) | E     | Francesco Cestagalli |  |  |  |
|    | Italia (bandiera) | E     | Carlo Ciocala        |  |  |  |
|    | Italia (bandiera) | P     | Alceo Concia         |  |  |  |
|    | Italia (bandiera) | E     | Piero Drisaldi       |  |  |  |
|    | Italia (bandiera) | E     | Luigi Gallina        |  |  |  |
|    | Italia (bandiera) | P     | Angelo Grassi        |  |  |  |
|    | Italia (bandiera) | E     | Fiorenzo Zavattaro   |  |  |  |

- Allenatore:  Vittorio Masera